# Saint-Beauzire (Haute-Loire)
Saint-Beauzire is een gemeente in het Franse departement Haute-Loire (regio Auvergne-Rhône-Alpes) en telt 271 inwoners (1999). De plaats maakt deel uit van het arrondissement Brioude.

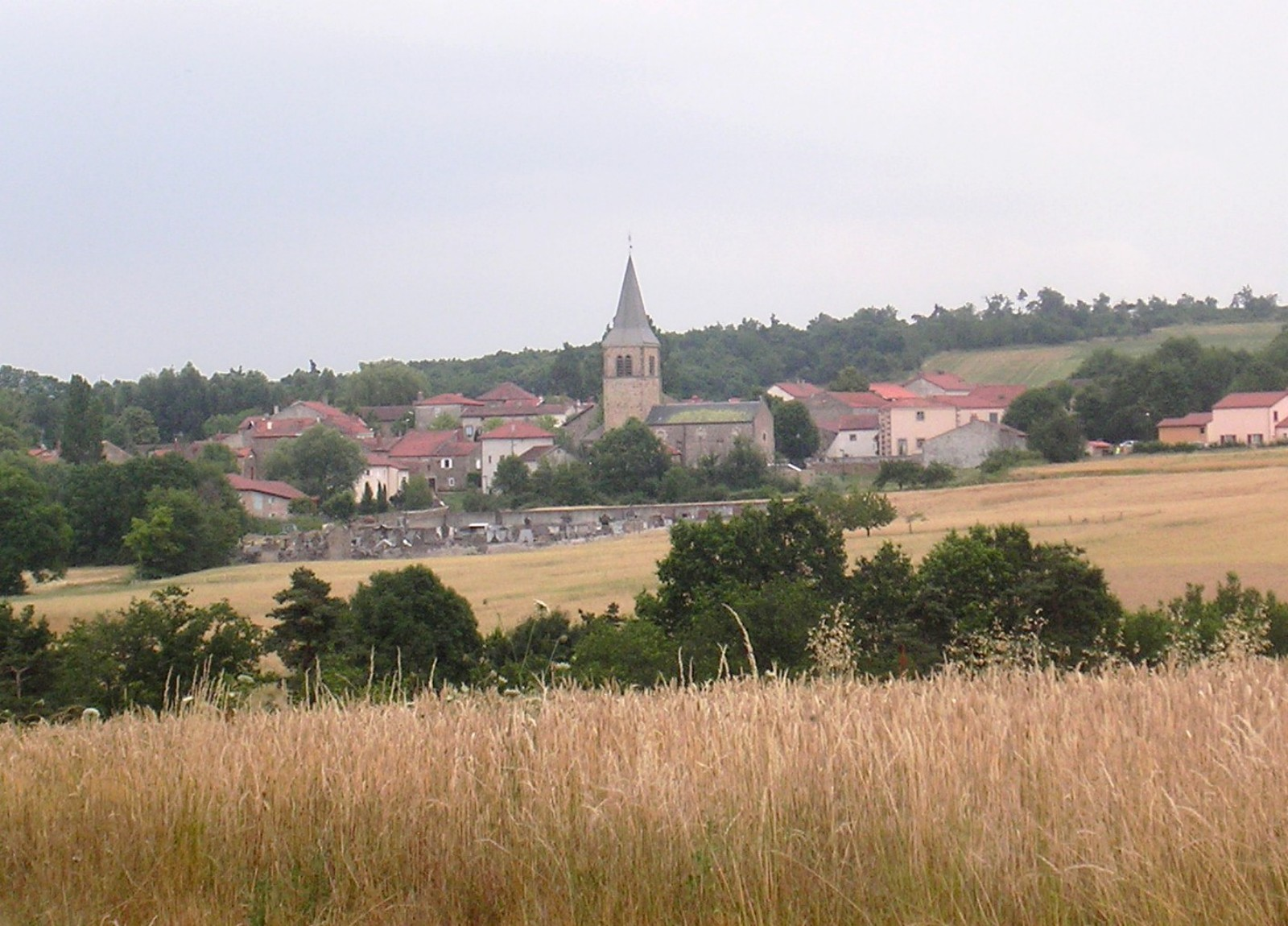
Saint-Beauzire

## Geografie
De oppervlakte van Saint-Beauzire bedraagt 23,6 km², de bevolkingsdichtheid is 11,5 inwoners per km².
De onderstaande kaart toont de ligging van Saint-Beauzire (Haute-Loire) met de belangrijkste infrastructuur en aangrenzende gemeenten.

## Demografie
Onderstaande figuur toont het verloop van het inwonertal (bron: INSEE-tellingen).

1. ↑  Populations de référence 2022.